# Marie-José Nat
Mary-José Benhalassa, mais conhecida como Marie-José Nat (Bonifacio, 22 de abril de 1940 - 10 de outubro de  2019) foi uma atriz francesa.
Em 1974, ela recebeu o prêmio de interpretação feminina (Festival de Cannes) por seu trabalho em Les violons du bal, filme indicado à Palma de Ouro.

## Morte
A atriz morreu aos 79 anos, após uma "longa doença". Desde a década de 1980, no entanto, a atriz estava voluntariamente afastada do show biz, alegando que não havia papéis interessantes para mulheres de sua geração. "Se for pra fazer papel de avó, não quero, obrigado!", declarou. Foi sepultada numa cerimônia discreta em Bonifacio, na Córsega, onde nascera e vivera seus últimos anos ao lado de sua família.